# Logotipo del Gobierno de Chile

Actual isologo institucional del Gobierno de Chile, desde 2010.

El logotipo del Gobierno de Chile o «logotipo institucional» es un emblema oficial que viene a configurarse como la representación de la administración nacional del gobierno chileno en un momento político determinado. Desde 1990 hasta 2010 fue costumbre que esta identidad gráfica sea modificada o cambiada totalmente al momento de un traspaso de mando en la administración en el gobierno, pudiendo ocurrir la conservación de la imagen por la administración entrante, y hasta ese entonces, solo ocurría cuando el nuevo gobierno pertenecía al mismo partido político o tendencia política del presidente de la República que dejaba sus funciones, pero a partir de 2010 en adelante se ha mantenido el logotipo sin importar la tendencia política del gobierno en funciones.

## Uso del escudo nacional

Escudo Nacional de Chile usado tradicionalmente entre 1920 y 2000.

La utilización de imágenes propias para representar una administración de gobierno en específico es un fenómeno muy reciente en la historia de Chile, siendo que hasta la culminación del período presidencial de Patricio Aylwin en 1994, todos los gobiernos anteriores habían utilizado única y exclusivamente el escudo de armas de Chile como símbolo representativo. Aylwin, para diferenciar su administración de aquella perteneciente a la dictadura militar, decidió agregar color al escudo nacional.

### Gobierno de Aylwin
Patricio Aylwin Azocar fue el primer presidente de Chile de la llamada ''Transición a la Democracia'', su logotipo fue una estrella blanca, y junto a ella rodeando dos círculos rojos y uno azul, colores representativos del país.

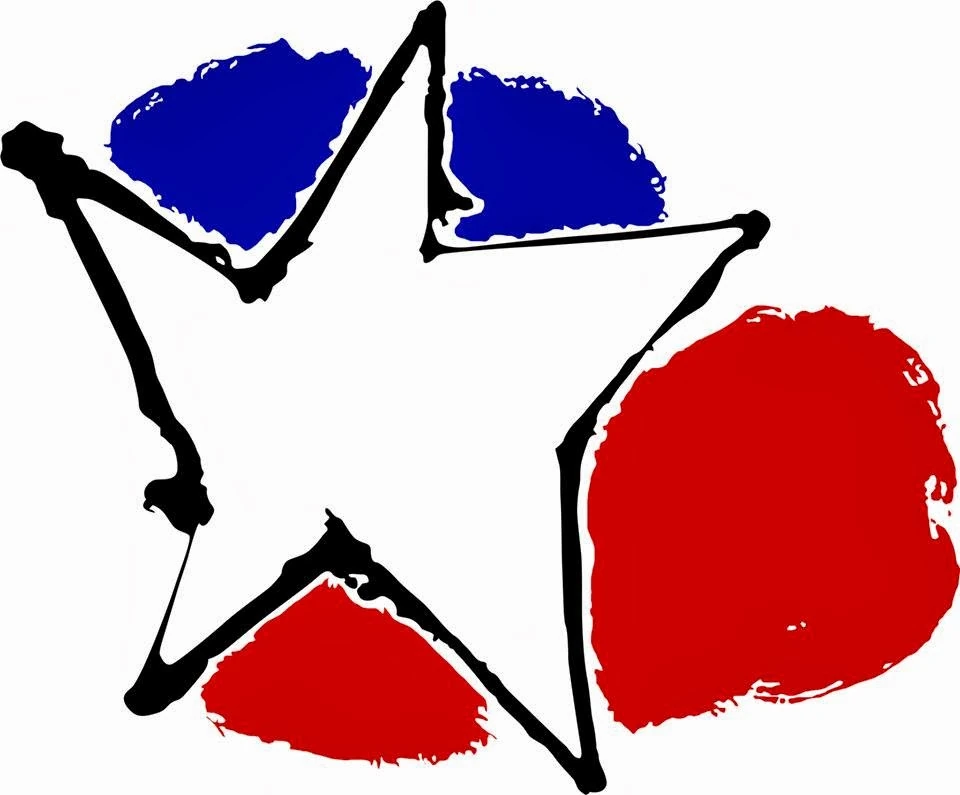
Logotipo del Gobierno de Chile desde 1990 hasta 1994.

### Gobierno de Frei Ruiz-Tagle
Eduardo Frei Ruiz-Tagle fue el presidente de Chile (1994-2000) que presentó un logo institucional como representación de la administración de gobierno que no fuese el escudo de armas nacional propiamente tal, sino que utilizó en una reinterpretación abstracta de este, a la que le fue removido el lema «Por la Razón o la Fuerza».[cita requerida] Este logotipo fue realizado por la Agencia Nacional Diseñadores Asociados (ANDA).

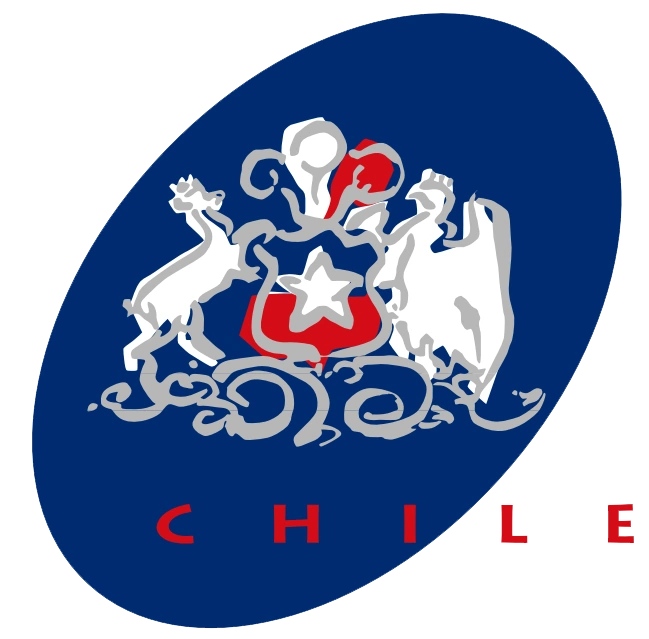
Logotipo del Gobierno de Chile desde 1994 hasta 2000.

### Gobiernos de Lagos y Bachelet (2000-2010)
Con la llegada al gobierno de Ricardo Lagos Escobar (2000-2006), el isologo de la administración pasó a ser la unión de varios cubos de colores alusivos a la bandera chilena unidos para conformar un rombo, con la ausencia de la estrella solitaria. El isologo fue diseñado por Raúl Menjíbar, fundador de la agencia Porta, y creador del logotipo de la campaña del No del plebiscito nacional de 1988 (luego utilizado por la Concertación de Partidos por la Democracia).
En el primer gobierno de la presidenta Michelle Bachelet (2006-2010) se mantuvo el mismo logo institucional.

Identidad gráfica del Gobierno de Chile hasta el año 2010.

## Gobiernos desde 2010

### Primer gobierno de Sebastián Piñera
Con la toma de posesión de Sebastián Piñera a la Presidencia (2010-2014), se estableció un logo institucional provisional que consistía en el escudo de armas nacional en tono gris, diseñado por la agencia nacional Hambre. Más tarde ese mismo año se mostró su versión definitiva, teniendo al escudo nacional en color blanco superpuesto sobre franjas de color azul y rojo. La encargada de desarrollar este branding fue la agencia internacional FutureBrand, mientras que la familia tipográfica complementaria —denominada «gobCL»— fue diseñada por Rodrigo Ramírez.

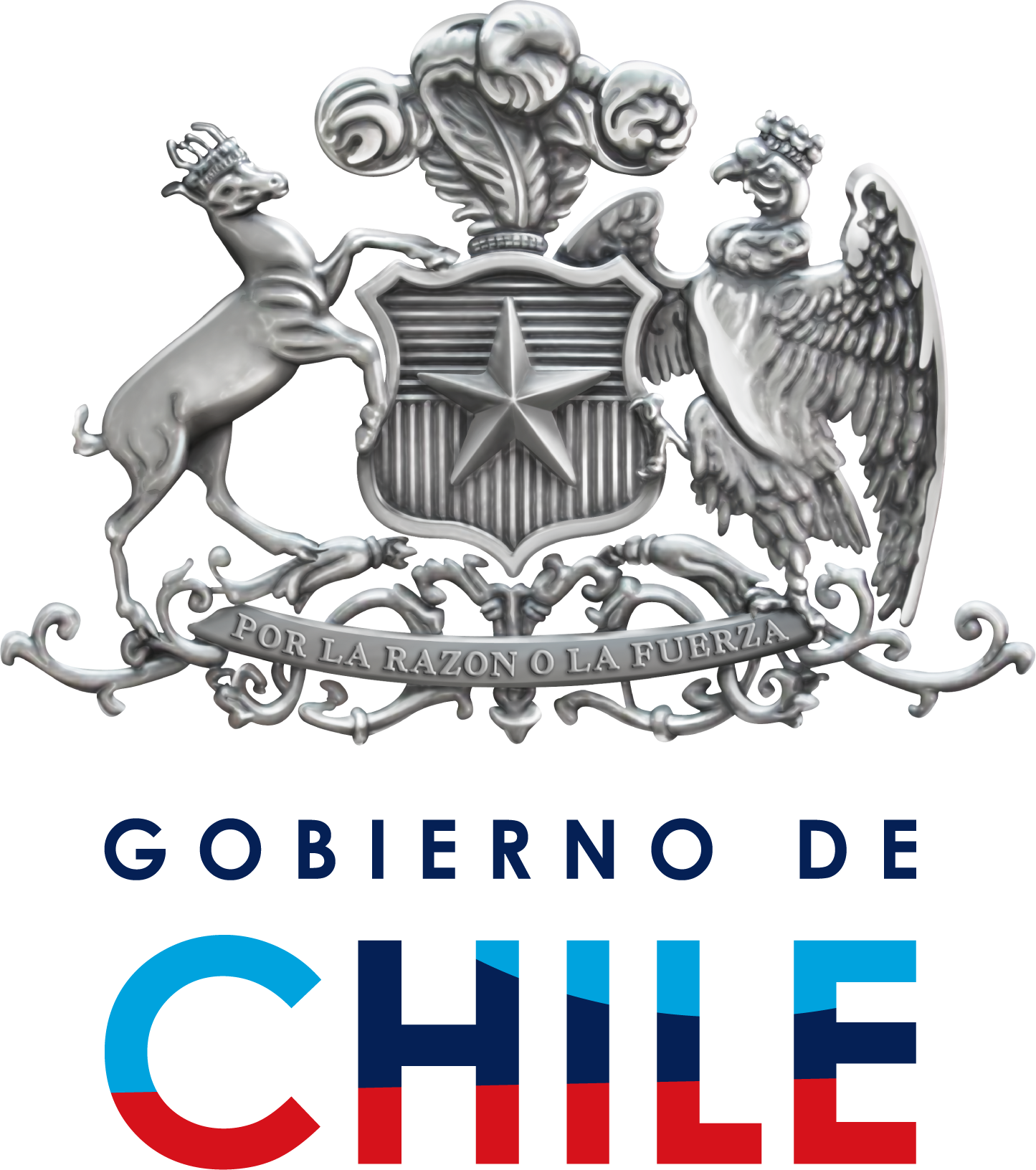
Logotipo provisional del Gobierno de Chile del 11 de marzo al 24 de noviembre de 2010.
Logo institucional del Gobierno de Chile, desde el 24 de noviembre de 2010.

### Segundo gobierno de Michelle Bachelet
El segundo gobierno de la presidenta Michelle Bachelet (2014-2018) usó el mismo logotipo heredado de la gestión de Sebastián Piñera debido a los costos que implicaría un cambio del mismo. Aun así, con motivo del cambio de mando, se desarrolló una identidad gráfica de corte minimalista del logotipo oficial de gobierno dirigida a las redes sociales, la cual se observó en las páginas web del gobierno a pocos minutos de la toma de posesión.

Variante de identidad gráfica del Gobierno de Chile, utilizado en redes sociales.
Variante de identidad gráfica del Gobierno de Chile, utilizado por algunos meses en el sitio web oficial.
Variante de identidad gráfica del Gobierno de Chile con el eslogan "Chile mejor".
Versión pluma.
Versión simplificada del logotipo.

### Segundo gobierno de Sebastián Piñera
El segundo gobierno del presidente Sebastián Piñera (2018-2022) utilizó el mismo logotipo diseñado en la primera gestión de dicho mandatario.

Logo institucional del Gobierno de Chile.
Variante de identidad gráfica del Gobierno de Chile con el eslogan "Chile Lo Hacemos Todos".

### Gobierno de Gabriel Boric
El gobierno del presidente Gabriel Boric (desde 2022) hereda el logotipo de sus antecesores, pero se le añade una renovada identidad visual que da cuenta de la diversidad cultural existente en Chile.

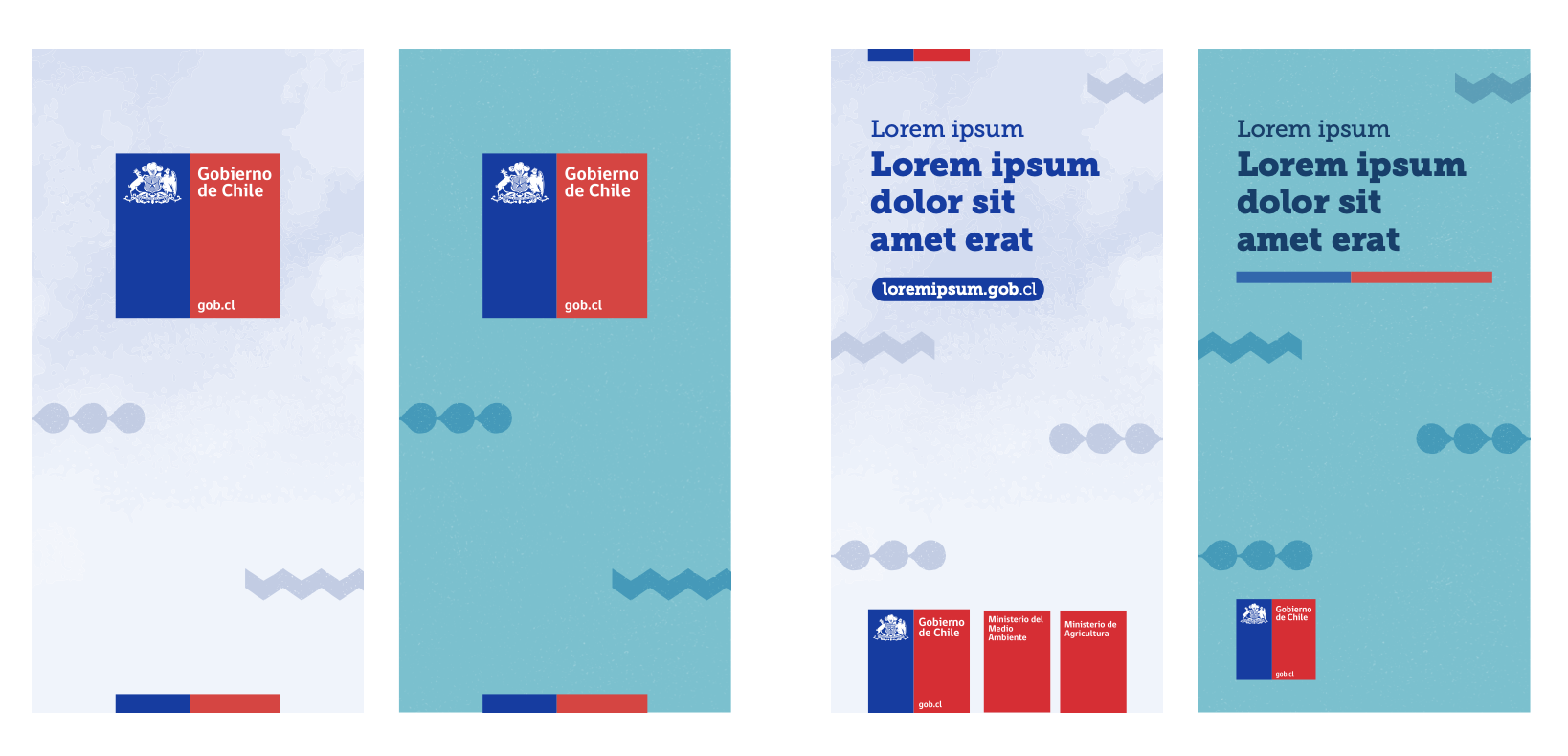
Actual logo institucional del Gobierno de Chile con la nueva identidad visual. Además, se añade el eslogan "Chile Avanza Contigo".
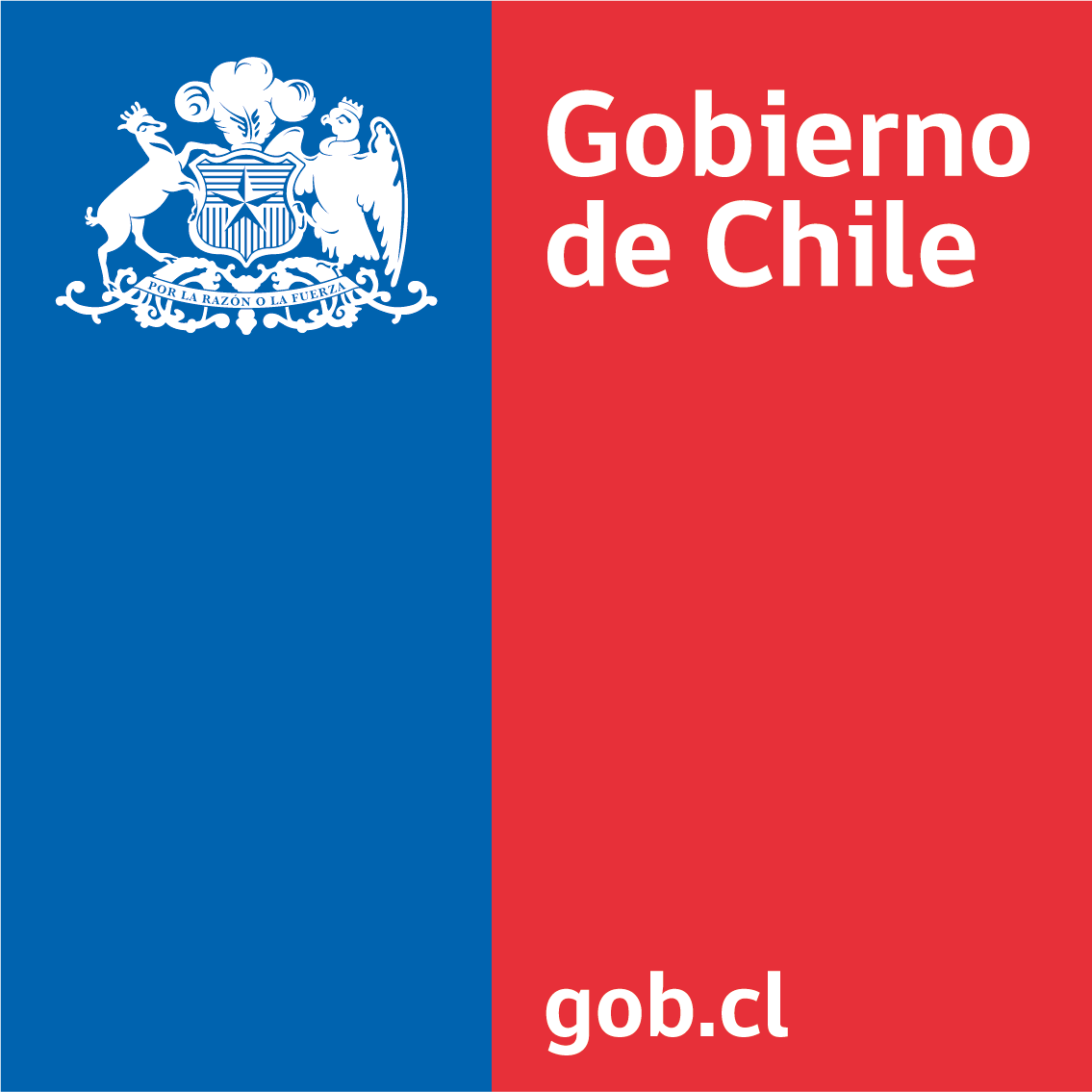
Versión simplificada del logotipo.
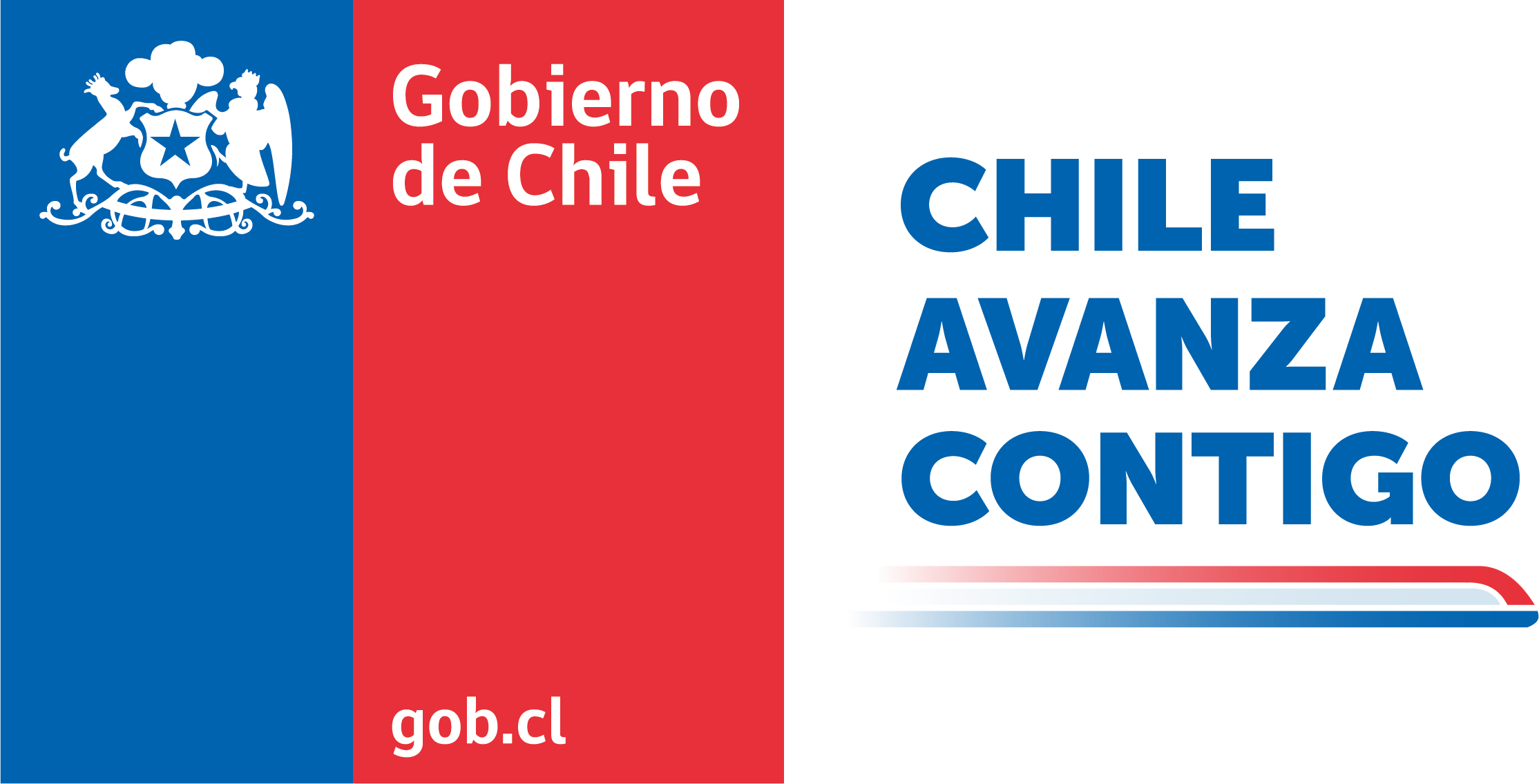
Variante de identidad gráfica del Gobierno de Chile con el eslogan "Chile Avanza Contigo".